# 슬로베니아의 상징

슬로베니아의 국기

슬로베니아의 상징은 해외에서 슬로베니아의 국가와 국민을 대표하는 목적으로 사용된다. 

## 정치적 및 민족의 상징
- 상징물 중 가장 흔하고 대표적인 것은 슬로베니아의 국가와 슬로베니아의 국기이다.
- 슬로베니아의 국장은 깃발에도 그려져 있다.
- 린덴(Linden) 또는 라임 나무의 잎은 슬로베니아 민족유산의 중요한 요소이다. 마을 의회, 평의회 및 기타 모임은 전통적으로 이런 나무 아래의 원형 테이블 주위에서 개최되었다.  일반적인 하트 모양의 린덴 잎.

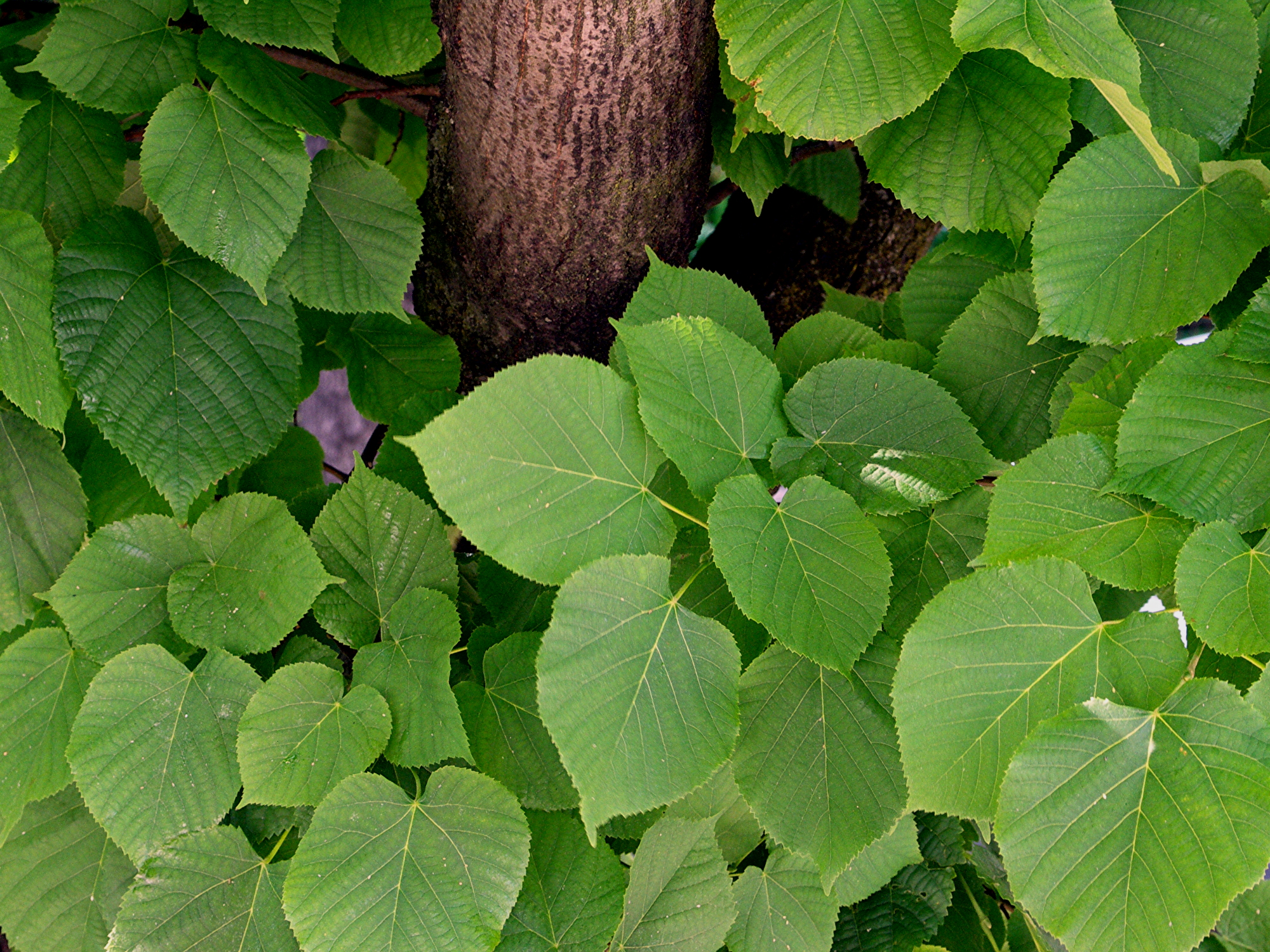
일반적인 하트 모양의 린덴 잎.

- 현 국장의 중앙에 있는 산은 트리글라우산의 3 개의 봉우리를 표현했다. 이것은 2차 세계 대전 이후 국가 상징으로 작용했다. 이는 해방 전선과 그 이후의 공산주의 시대의 상징이었다.
- 크란스카의 문장 또는 문장의 독수리는 여전히 국가의 상징으로 여겨지며, 이것이 역사적인 두 슬라브 공국 중 하나인 크란스카와 카란타니아의 유산이지만 현재의 것보다는 역사적인 것으로 여겨진다.
- 왕자의 돌이나 공작의 의자와 같은 카란타니아의 주요 상징은 슬로베니아인에 의해 국가 상징으로 간주된다. 그러나 이 주장은 슬로베니아 학자, 그리고 많은 오스트리아인, 특히 외르크 하이더에 의해 반대되었다. 슬로베니아의 모자(또는 Windic 이라고 불린다)

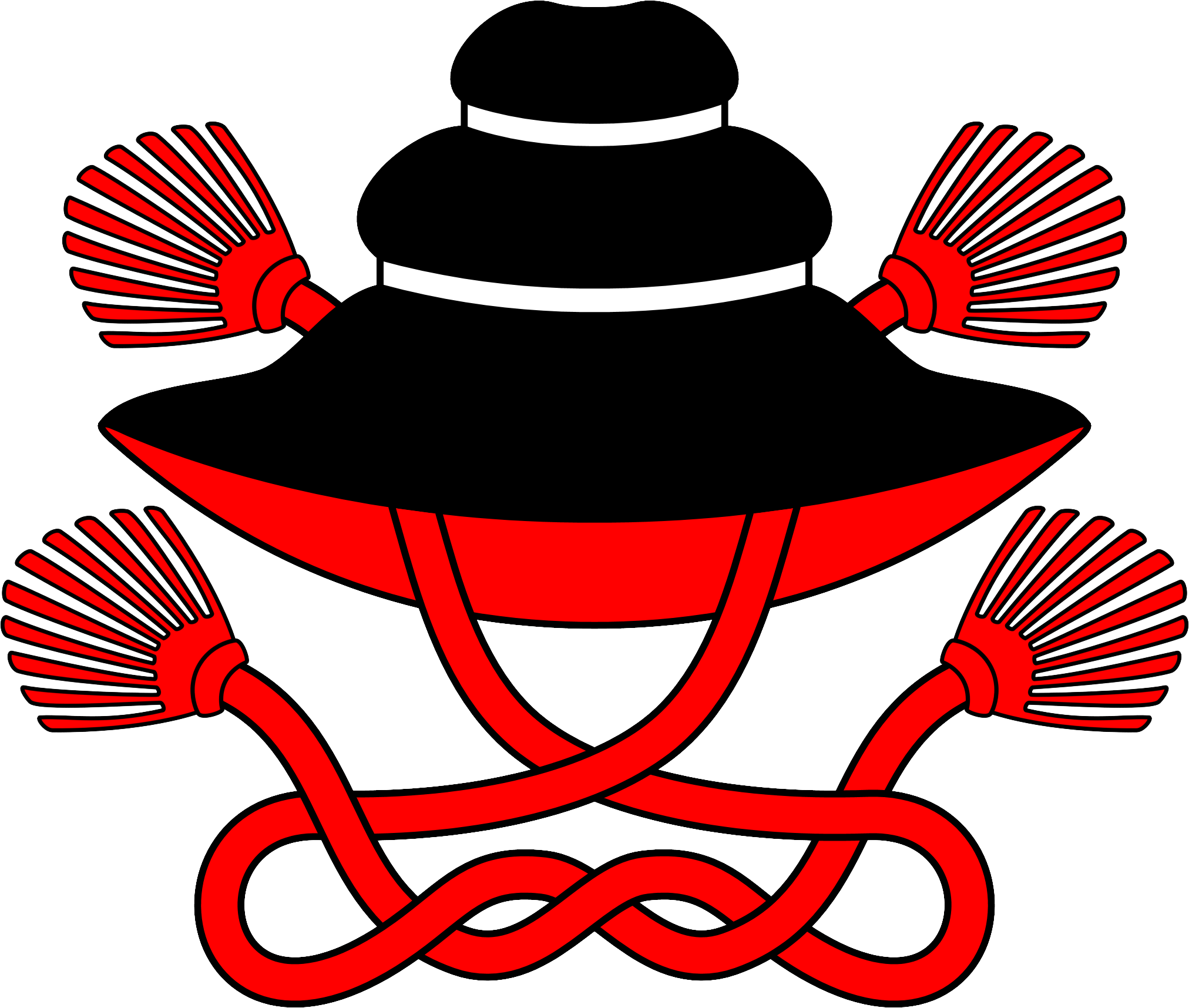
슬로베니아의 모자(또는 Windic 이라고 불린다)

- 1980년대 후반, 중세 시대의 여러 상징물이 슬로베니아 민족 상징물로 되살아 났지만, 그 상징물들은 민족주의 세력에서 많이 사용되었다. 그중 가장 인기있는 것은 소위 슬로베니아 모자, 슬로베니아 행진의 문장, 그리고 흑표범(카란타니아 공국의 것으로 추정되는 문장을 복원한 것)이다.

## 문화적 상징
- 트리글라우산과 관련된 또 다른 상징은 정상 근처의 마법에 걸린 정원에 사는 신화적인 알프스산양인 골든 혼의 민담이 있다.
- 카네이션은 슬로베니아에서 널리 재배된다. 붉은 카네이션은 특히 국화로 간주된다.
- 동굴영원, 카르니올란 꿀벌 또는 리피차너 종의 말을 포함한 슬로베니아의 고유종은 때때로 슬로베니아의 국가 정체성을 나타내는 것으로 인정된다.
- 이반 그로하(Ivan Grohar)의 그림 씨 뿌리는 사람(1907)은 프로테스탄트 개혁가 프리모츠 트루바(Primoz Trubar)와 슬로베니아의 낭만파 시인인 프란체 프레셰렌(Pr. Prešeren)의 작품을 국가 상징으로 인정한다. 후자의 작품은 국가의 가사가 되었다.
- 이중(二重) 코졸렉(kozolec) 이라고도 알려진 독특한 구조를 가진 해이랙 또한 이 분류에 들어맞는다.

## 같이 보기
- 슬로벤인
- 슬로베니아의 국토
- 슬로베니아의 역사
- 슬로베니아의 문화
- 슬로베니아 유로 주화
- 흑표범 (상징)

## 참고 문헌
- 슬로베니아 공화국 정부 커뮤니케이션 사무소
- Dr. Jožko Šavli (2007). 《Karantanija》. Bilje, SLO: Založba Humar. ISBN 978-961-6097-29-1.  Dr. Jožko Šavli (2007). 《Karantanija》. Bilje, SLO: Založba Humar. ISBN 978-961-6097-29-1.  Dr. Jožko Šavli (2007). 《Karantanija》. Bilje, SLO: Založba Humar. ISBN 978-961-6097-29-1.